# Агнопол
Агнопол (пољ. Agnopol) је село у Пољској које се налази у војводству Лођском у повјату Томашовском у општини Буђишевице.
Од 1975. до 1998. године ово насеље се налазило у Пиотрковском војводству.